# Consultando al oráculo
Consultando el oráculo (en el original inglés, Consulting the Oracle) es una pintura al óleo de estilo prerrafaelita de John William Waterhouse completada en 1884.
Hay un grupo de siete chicas jóvenes, sentadas en un semicírculo alrededor de un altar con lámpara encendida, esperando con emoción las palabras de la sacerdotisa. La atmósfera parece llena de incienso y la sacerdotisa hace un gesto a las mujeres para que se callen mientras se esfuerza por interpretar las expresiones proferidas por la cabeza momificada del oráculo.
Según Anthony Hobson, "The Illustrated London News la describió como una de las principales obras del año'. Hobson la describe  como una 'composición de ojo de cerradura' porque un anillo parcial de mujeres se enfoca hacia otra sola (la sacerdotisa)".
Hobson continúa diciendo que la pintura ayuda a 'establecer a Waterhouse como un pintor clásico' debido a su uso de 'estructuras clásicas y geométricas ... la vertical, la horizontal y el círculo'. Cuando agrega la diagonal, como 'en el personaje inclinado de la sacerdotisa' y la alfombra fuera de lugar, produce una tensión agregada deliberadamente.